# Moc odkształcenia
Moc odkształcenia (moc dystorsji) – rodzaj mocy biernej w sieciach prądu przemiennego powstającej w obwodach w wyniku działania w niej nieliniowych elementów wywołujących niesinusoidalny przebieg natężenia prądu i napięcia elektrycznego. Pojęcie mocy odkształcenia wprowadzane jest do oceny układu elektrycznego w przypadku gdy chwilowe wartości napięcia i prądu na zaciskach wejściowych układu nie spełniają prawa Ohma.
Przyczyną powstawania prądu niesinusoidalnego, a tym samym i mocy biernej odkształcenia, są nieliniowe układy elektryczne, takie jak prostowniki w zasilaczach, falowniki czy elementy magnetyczne wykazujące zjawiska nasycenia magnetycznego. Zniekształcony przebieg można przedstawić jako sumę oscylacji podstawowych i harmonicznych. Te harmoniczne prądu w połączeniu z sinusoidalnym napięciem sieciowym dają udział w całkowitej mocy biernej.
Odbiorniki nieliniowe energii elektrycznej w sieci energetycznej pobierały dawniej marginalną moc, w XXI w. stały się największą grupą odbiorników.
Moc odkształcenia dla układu zasilanego napięciem sinusoidalnym została zdefiniowana przez Budeanu w 1927 r.
jako:
{\displaystyle D={\sqrt {S^{2}-P^{2}-Q^{2}}},}
gdzie:
- {\displaystyle S} – moc pozorna,
- {\displaystyle P} – moc czynna,
- {\displaystyle Q} – moc bierna pierwszej harmonicznej.

Powyższą definicję mocy odkształcenia autor tłumaczył istnieniem odkształceń w przebiegach prądu i napięcia. Po 1927 r. opublikowano wiele teorii mocy elektrycznej, wprowadzają one różne rodzaje mocy (np. biernej, rozproszonej, rozrzutu) często nie podając ich interpretacji fizycznej. Przyjęto, że najbardziej wiarygodne są bezpośrednie metody pomiarowe z analizą napięć i prądów harmonicznych.
Moc odkształcenia nie jest mierzona i jest błędnie w rozliczana. Niesinusoidalne napięcia i prądy mogą powodować różnice między rzeczywistą mocą a przepływającą do kilku procent.

## Analiza harmoniczna
Przebieg natężenia prądu wyrażony szeregiem można przedstawić:
{\displaystyle {\begin{aligned}y&={\frac {C_{0}}{2}}+C_{1}\cos \omega t+C_{2}\cos 2\omega t...\\&+S_{1}\sin \omega t+S_{2}\sin 2\omega t\end{aligned}}}
lub
{\displaystyle y={\frac {C_{0}}{2}}+A_{1}\sin(\omega t+\varphi _{1})+A_{2}\sin(2\omega t+\varphi _{2}).}

## Składowe harmoniczne dla różnych odbiorników
W poniższej tabeli wymieniono odbiorniki i ich rozkład harmonicznych bez filtrowania przy zasilaniu sinusoidalnym napięciem przemiennym. Prądy harmoniczne są określone w odniesieniu do podstawowych drgań prądu. Generalnie obowiązuje następująca zasada: Im wyższa zawartość harmonicznych w prądzie, tym wyższa moc bierna zniekształceń danych odbiorników
| Przyczyna                                                                           | Wykres | Przykładowe odbiorniki                                                  | In/I1 w % | In/I1 w % | In/I1 w % | In/I1 w % | In/I1 w % |
| Przyczyna                                                                           | Wykres | Przykładowe odbiorniki                                                  | n=2       | n=3       | n=4       | n=5       | n=7       |
| ----------------------------------------------------------------------------------- | ------ | ----------------------------------------------------------------------- | --------- | --------- | --------- | --------- | --------- |
| Źródło liniowe. Brak harmonicznych                                                  |        | grzałka, żarówka                                                        | 0         | 0         | 0         | 0         | 0         |
| Nasycenie magnetyczne                                                               |        | transformator, silnik z niewymiarowym rdzeniem                          | 0         | 25…55     | 0         | 8…30      | 2…10      |
| Wyładowanie jarzeniowe                                                              |        | świetlówka                                                              | 1…2       | 8…20      | 0         | 2…3       | 1…2       |
| Prostownik półfalowy z obciążeniem rezystancyjnym bez kondensatora                  |        | Zmniejszenie o połowę mocy urządzeń termicznych, np. suszarki do włosów | 42        | 0         | 8         | 0         | 0         |
| Prostownik półfalowy z obciążeniem rezystancyjnym i kondensatorem wygładzającym     |        | Zasilacze bardzo małej mocy                                             | 70…90     | 40…60     | 30…50     | 25…50     | 12…25     |
| Prostownik pełnookresowy z obciążeniem rezystancyjnym i kondensatorem wygładzającym |        | Zasilacze komputerów, telewizorów, sprzętu elektronicznego              | 0         | 65…80     | 0         | 50…70     | 25…35     |